# Mausoleo de Seyid Yahya Bakuvi
El Mausoleo de Seyid Yahya Bakuvi (en azerí: Seyid Yəhya Bakuvi türbəsi) fue construido en los años 1457-1458, en Bakú. El mausoleo se encuentra en el centro del Palacio de los Shirvanshah. Entre la población local se conoce como el mausoleo del “derviche” y lleva el nombre del filósofo y pensador Seyid Yahya Bakuvi, a quién enterrado en este mausoleo.

## Arquitectura

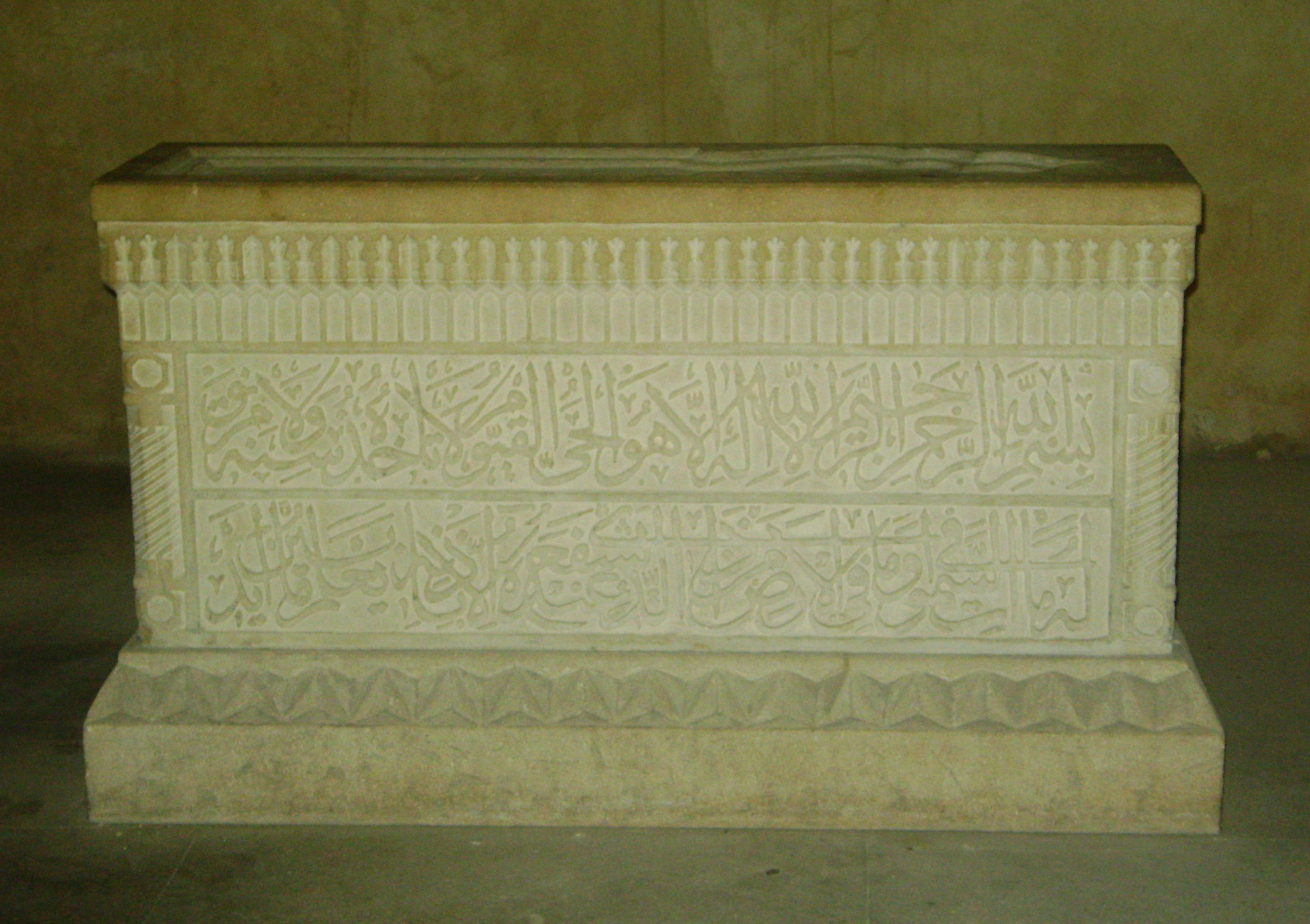
La cripta funeraria en el mausoleo

El mausoleo no es grande y tiene una forma prismática octagonal y está cubierto con una cúpula de piedra cónica. Esta forma es inusual para los monumentos de Bakú y Absheron. Tales construcciones se encuentran fuera de Bakú y parcialmente en Şamaxı. El mausoleo está dividido en dos partes. La parte superior del mausoleo fue utilizada para realizar los rituales religiosos. En la parte inferior del edificio había una cripta funeraria. Hay tres pequeñas ventanas decoradas en el sur, este y oeste del mausoleo.
Se construyó en forma adyacente a la antigua mezquita Key Gubad, donde Seyid Yahya Bakuvi trabajó, oró y enseñó. Esta mezquita fue construida durante el reinado de Shirvansah Key Gubad en el siglo XIV y llevó su nombre. 
Es una de las mejores muestras de la construcción conmemorativa de las regiones del norte de Azerbaiyán.